# Ambuyat
Ambuyat là một món ăn có nguồn gốc từ thân bên trong của cây cọ cao lương. Đó là một tinh bột nhạt nhẽo, tương tự như bột tinh bột sắn. Ambuyat là món ăn quốc gia của Brunei, và là đặc sản địa phương ở các bang Sarawak, Sabah của Malaysia và lãnh thổ liên bang Labuan, nơi nó đôi khi được gọi là linut.
Ambuyat được ăn bằng nĩa tre gọi là chandas, bằng cách lăn tinh bột quanh ngạnh và sau đó chấm vào nước sốt, trong đó có nhiều loại.
Có một món ăn tương tự ở miền đông Indonesia được gọi là papeda. Nó có một kết cấu nếp và dai.